# Gajdobra
Gajdobra (ćir.: Гајдобра, mađ.: Szépliget, njem.: Schönau) je naselje u općini Bačka Palanka u Južnobačkom okrugu u Vojvodini.

## Povijest
Gajdobra je bila njemačko naselje do kraja Drugog svjetskoga rata, tako da je prema popisu stanovništva iz 1910. godine od 2.732 stanovnika, njih 2.386 bili Nijemci što je 87,3% od ukupnoga broja stanovnika. Nijemci su iseljeni 1944. godine, a u njihove kuće kolonizirani Srbi.

## Stanovništvo
Prema popisu stanovništva iz 2002. godine u Gajdobri živi 2.968 stanovnika,  od toga 2.441 punoljetni stanovnik, a prosječna starost stanovništva iznosi 42,4 godina (40,5 kod muškaraca i 44,2 kod žena). U naselju ima 1.110 domaćinstava, a prosječan broj članova po domaćinstvu je 2,67.
Prema popisu stanovništva iz 1991. godine u naselju je živjelo 3.171 stanovnik.
| Etnički sastav 2002. |            |        |
| Narod                | Stanovnika | %      |
| Srbi                 | 2.808      | 94,60% |
| Slovaci              | 34         | 1,14%  |
| Hrvati               | 21         | 0,70%  |
| Mađari               | 19         | 0,64%  |
| Jugoslaveni          | 16         | 0,53%  |
| Crnogorci            | 15         | 0,50%  |
| Makedonci            | 2          | 0,06%  |
| Muslimani            | 1          | 0,03%  |
| Rusini               | 1          | 0,03%  |
| nepoznato            | 8          | 0,26%  |

| broj stanovnika | 3627  | 3764  | 4056  | 3567  | 3272  | 3171  | 2968  |
|                 | 1948. | 1953. | 1961. | 1971. | 1981. | 1991. | 2001. |

## Galerija
- Starinske kuće
- Nova Pravoslavna crkva
- Katolička crkva

## Vanjske poveznice
- Karte, udaljenosti vremenska prognoza  Arhivirana inačica izvorne stranice od 19. siječnja 2009. (Wayback Machine)
- [neaktivna poveznica]